# ريتشارد غيلبرت
ريتشارد غيلبرت (29 يونيو 1980 في المملكة المتحدة - ) (بالإنجليزية: Richard Gilbert)‏ هو لاعب كريكت بريطاني. لعب مع Durham University Centre of Cricketing Excellence ‏ وOxfordshire County Cricket Club ‏.

## وصلات خارجية
- ريتشارد غيلبرت على موقع إي آس بي آن كريك إنفو (الإنجليزية)